# Never Come Undone
Never Come Undone è uno split dei La Dispute e Koji, pubblicato il 3 maggio 2011 dalla No Sleep Records.

## Background
I La Dispute e Koji si sono conosciuti nel 2009 attraverso il manager di Koji, molto attivo nell'organizzazione di concerti nel Michigan, terra natale dei La Dispute. I due artisti hanno subito scoperto di condividere numerosi pensieri e idee, ed hanno quindi trovato come qualcosa di naturale la realizzazione di un album insieme.
Come presentato sul sito della No Sleep, questo disco è innanzitutto "un tentativo di trascendere le differenze musicali", e di dimostrare che "dove esiste una comunità d'intenti sul piano etico ed emozionale, queste differenze sono irrilevanti".
Il batterista dei La Dispute, Brad Vander Lugt, ha suonato la batteria nelle canzoni di Koji ed ha aiutato il cantautore con la produzione.
Le prime due tracce sono canzoni inedite, mentre le altre due sono non inedite. La canzone Last Blues, dei La Dispute, è una versione alternativa di Last Blues for Bloody Knuckles, già presente sull'album di debutto Somewhere at the Bottom of the River Between Vega and Altair (2008). Il testo è lo stesso, ma è più parlato che cantato, e anche la musica è molto più soft e tranquilla che nella prima versione. Biomusicology è invece una cover dell'omonima canzone di Ted Leo, dall'album The Tyranny of Distance (2001).
Le canzoni affrontano tutte uno stesso tema, che è quello della perdita di qualcosa o qualcuno di caro, e la reazione a questo evento.

## Tracce
Tutti i testi dei La Dispute sono di Jordan Dreyer; tutti quelli di Koji sono di Andrew Koji Shiraki.
1. Sunday Morning, at a Funeral (La Dispute) – 2:48
2. Peacemaker (Koji) – 2:55
3. Last Blues (La Dispute) – 4:17
4. Biomusicology (Koji, cover di Ted Leo) – 5:38

## Edizioni
Prima edizione
- 20 copie di prova in Nero/Nero
- 500 copie in Viola/Nero
- 500 copie in Viola/Viola
- 1000 copie in Nero/Nero

Seconda edizione
- 500 copie in Arancione/Arancione
- 500 copie in Giallo/Giallo[3]

## Formazione

### La Dispute
- Jordan Dreyer - voce
- Chad Sterenberg - chitarra
- Kevin Whittemore - chitarra
- Brad Vander Lugt - batteria
- Adam Vass - basso e artwork

### Koji
- Andrew Koji Shiraki
- Brad Vander Lugt - batteria ed ingegneria

### Altro personale
- Mark Michalik - ingegneria presso Drasik Studios (Chicago)
- Landon Swindoll - Mixaggio